# Июньский переворот
Июньский переворот (эст. juunipööre, название в советской эпохе Июньская революция 1940 года) — события 21 июня 1940 года в Эстонии, в результате которых пало правительство Юри Улуотса. Следствием стало назначение нового правительства во главе с Йоханнесом Варес-Барбарусом, проведение внеочередных парламентских выборов и, в дальнейшем, провозглашение Эстонской ССР 21 июля 1940 года.

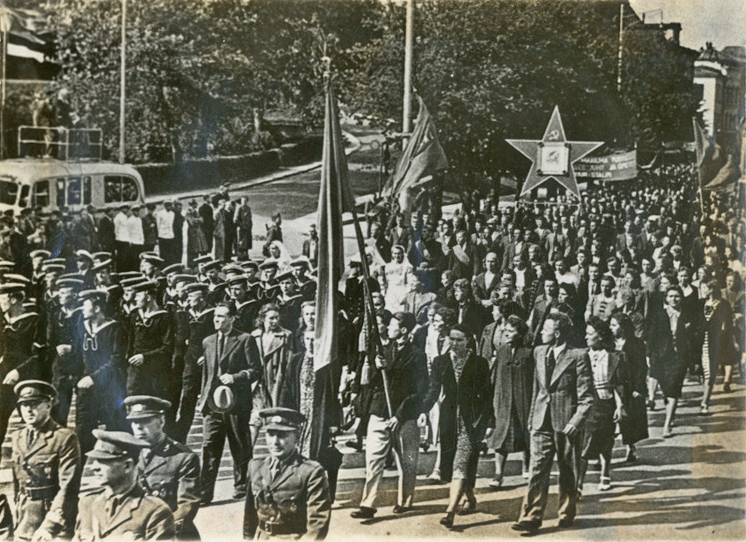
Шествие трудящихся в Таллине 21 июня 1940 года

## Предыстория
В декабре 1938 года в Эстонии был принят закон о проведении политики невмешательства и нейтралитета.
7 июня 1939 года в Берлине министром иностранных дел Эстонии К. Сельтером и рейхсминистром иностранных дел Германии И. Риббентропом был подписан Договор о ненападении между Германией и Эстонией.
23 августа 1939 года в Москве был подписан Договор о ненападении между Германией и Советским Союзом, секретным дополнительным протоколом к которому были разграничены сферы обоюдных интересов СССР и Германии в Восточной Европе. При этом Эстония была отнесена к сфере интересов СССР.
В сентябре 1939 года правительство СССР вело переговоры с эстонским правительством. Из переговоров народного комиссара иностранных дел В. М. Молотова с министром иностранных дел Эстонии К. Сельтером 24—25 сентября 1939 г.:

Не принуждайте Советский Союз применять силу для того, чтобы достичь своих целей. Рассматривая наши предложения, не возлагайте надежд на Англию и Германию. Англия не в состоянии что-либо предпринять на Балтийском море, а Германия связана войной на Западе. Сейчас все надежды на внешнюю помощь были бы иллюзиями. Так что Вы можете быть уверены, что Советский Союз так или иначе обеспечит свою безопасность. Если бы Вы и не согласились с нашим предложением, то Советский Союз осуществил бы меры по своей безопасности другим способом, по своему желанию и без согласия Эстонии.
— В. М. Молотов
28 сентября 1939 года в Москве был подписан Пакт о взаимопомощи между СССР и Эстонской Республикой, по которому СССР получил в своё распоряжение несколько военных и военно-морских баз на эстонской территории.
29 сентября 1939 года в радиообращении к народу президент Эстонии Константин Пятс сказал, что договор о базах прежде всего заключён в интересах сохранения нейтралитета Эстонии и что Эстония по прежнему незыблема как и прежде.
После заключения договора премьер-министр Каарел Ээнпалу покинул свой пост, а 12 октября 1939 года к деятельности приступило новое правительство во главе с профессором Юри Улуотсом. По приглашению Советского правительства 7 декабря 1939 года Москву посетил верховный главнокомандующий эстонских вооружённых сил генерал Йохан Лайдонер. Лайдонер рассказал мысли о поездке в своей речи по радио:
Я могу засвидетельствовать, что мой дружеский визит в Москву дал мне ещё раз твёрдое доказательство того что мы поступили мудро, когда заключили договор о взаимопомощи с Советским Союзом. Этим мы убереглись от военного столкновения с Советским Союзом и, что ещё важнее, у нас более гарантированная возможность избежать бушующего прямо сейчас вихря войны в Европе и что в будущем мы можем жить спокойно со своим большим восточным соседом.
4—7 июня 1940 г. войска Белорусского Особого, Калининского и Прибалтийского военных округов были подняты по тревоге и начали под видом учений сосредоточение к границам прибалтийских государств, одновременно в состояние боевой готовности были приведены советские гарнизоны в Прибалтике. Между Финским заливом и Чудским озером сосредоточились части 11-й стрелковой дивизии. Южнее Псковского озера были развернуты войска 8-й армии (управление в Пскове) в составе 1-го, 19-го стрелковых корпусов и Особого стрелкового корпуса из состава войск КалВО. Для усиления войск указанных округов с 8 июня началась переброска частей 1-й мотострелковой, 17-й, 84-й стрелковых дивизий и 39-й, 55-й лёгких танковых бригад из Московского, 128-й мотострелковой дивизии из Архангельского и 55-й стрелковой дивизии из Орловского военных округов. На границах Литвы войска завершили сосредоточение и развертывание в исходных районах к 15 июня, а на границах Латвии и Эстонии — к 16 июня:197.
9 июня 1940 года Нарком обороны СССР С. Тимошенко направил командующему Краснознамённым Балтийским флотом В. Трибуцу совершенно секретную директиву № 02622. В директиве стоял приказ о переходе В. Трибуца в подчинение командующего Ленинградским военным округом К. Мерецкова и о том что к 12 июня флот должен обеспечить блокаду Эстонии (как и остальных стран Прибалтики) с моря. Также приказывалось обеспечить блокирование воздушного сообщения и проведение операций по высадке десанта в Таллине и Палдиски. Морская и воздушная блокады были установлены 14 июня:199.
9 июня 1940 года в Ленинграде был сдан в печать «Краткий русско-эстонский военный разговорник». Тематика разговорника сводилась к лексике опроса пленного, перебежчика или местного жителя командиром РККА.
16 июня 1940 года в Заявлении Советского правительства правительству Эстонии эстонская сторона была обвинена в невыполнении Пакта о взаимопомощи и ей было предложено неотложно сформировать в Эстонии такое правительство, которое было бы способно и готово обеспечить проведение в жизнь Пакта о взаимопомощи, а также, чтобы был немедленно обеспечен свободный пропуск на территорию Эстонии советских воинских частей для обеспечения возможности осуществления Пакта о взаимопомощи.
Эстонское руководство было вынуждено согласиться и уже 17 июня стали прибывать дополнительные войска:206.
В тот же день (17 июня) С. Тимошенко отправил секретный доклад Сталину о начале советизации занятых республик
.

## Накануне переворота

### 19 июня
19 июня правительство Улуотса подало прошение об отставке президенту Константину Пятсу. Приняв отставку правительства, президент поручил составление нового правительства генералу Лайдонеру.
19 июня 1940 года в Таллин для участия в составлении нового правительства прибыл член Политбюро ЦК ВКП(б) А. А. Жданов, который посетил президента республики Константина Пятса. Также он встретился 19 и 20 июня с вызванным в Таллин Максимом Унтом, которому предложили должность министра внутренних дел в новом правительстве и дали приказ организовать народные массы по всей Эстонии с требованиями смены правительства. Управление и инструктаж участников доверили советнику по торговле (впоследствии посол в Эстонии) посольства СССР в Таллине Владимиру Бочкарёву:230-231.

## 21 июня 1940 года

### Митинг на площади Свободы

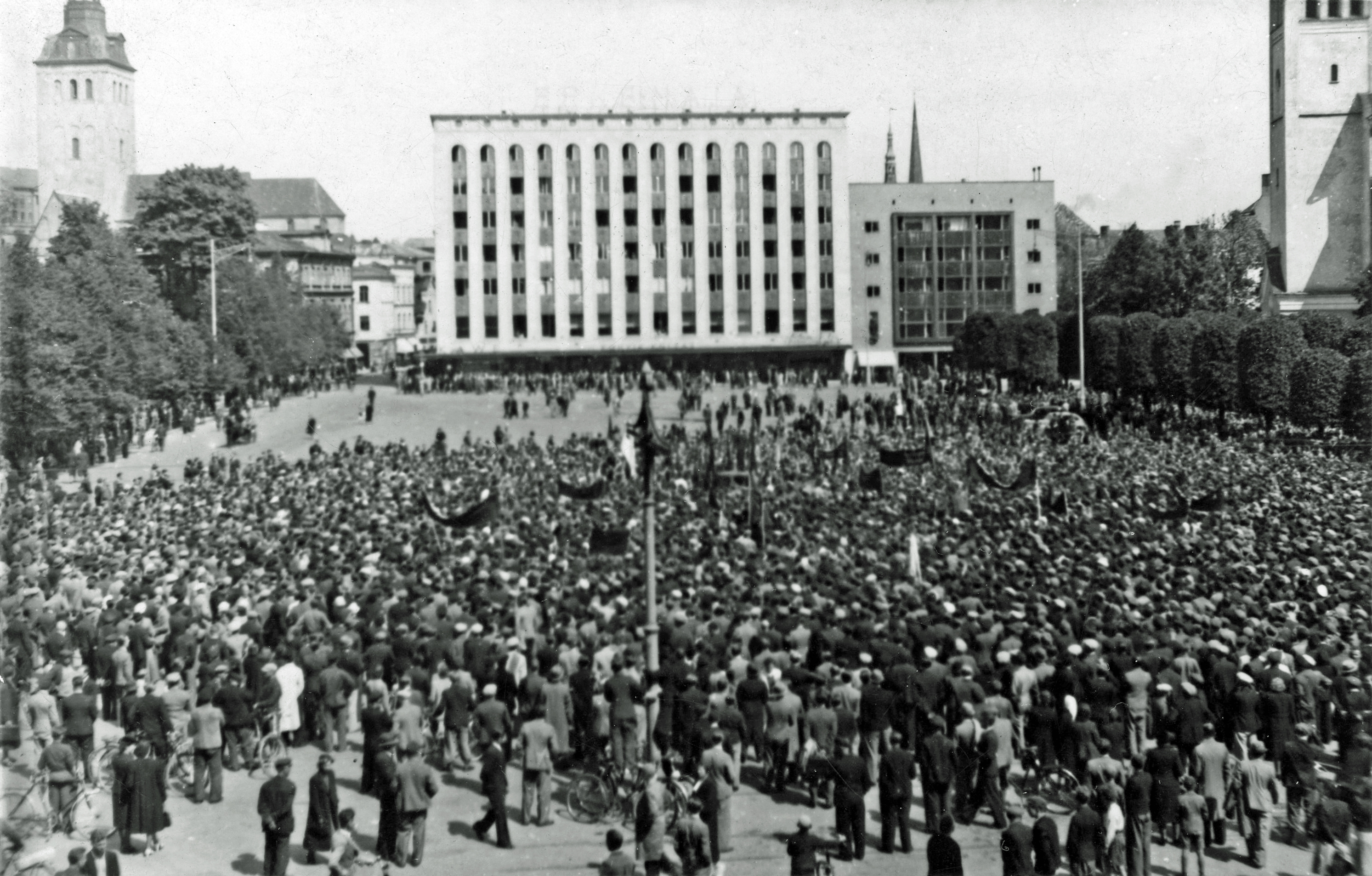
Митинг трудящихся на площади Свободы (Победы) в Таллине 21 июня 1940 года

В 10 часов утра 21 июня начался митинг на площади Свободы (эст. Vabaduse väljak) города Таллина. Митингующие держали в руках плакаты с надписями: «Требуем создания правительства, которое бы честно выполняло договора, заключённые с Советским Союзом» и «Требуем рабочим работу, хлеба и свободы!».
Количество митингующих составило от 4000 до 5000 человек. Среди них были рабочие советских военных баз и граждане СССР. Также на площади присутствовали советские воинские подразделения:231. С речью выступили представитель профсоюзов Оскар Пярн и представитель советской армии. По окончании выступления пропели Интернационал:194.
Далее последовало шествие, двигаясь от бульвара Каарли через Тоомпеа по маршруту: улица Пикк Ялг (эст. Pikk jalg), улица Пикк (эст. Pikk tänav), бульвар Мере (эст. Mere puiestee) и далее к замку Кадриорг:266.
В Кадриорге на переговоры с участниками шествия на балкон вышли президент Эстонии Константин Пятс, верховный главнокомандующий Йохан Лайдонер и адъютант в чине полковника Герберт Грабби:195. Демонстранты потребовали отставки правительства Лайдонера — Юримаа, немедленного освобождения политзаключённых и создания условий для нормальной деятельности профсоюзов:232.
Часть демонстрантов, в сопровождении советских броневиков, направилась к центральной тюрьме. В 3 часа дня при поддержке трёх советских офицеров освободили 27 политических заключённых:234.
К 6 часам колонна демонстрантов вернулась на Тоомпеа, где на башне Длинный Герман был снят государственный флаг Эстонии и водружён красный флаг:195.
Вечером в 22:15 по радио был объявлен состав нового правительства во главе с Йоханнесом Барбарусом:309.

## После переворота

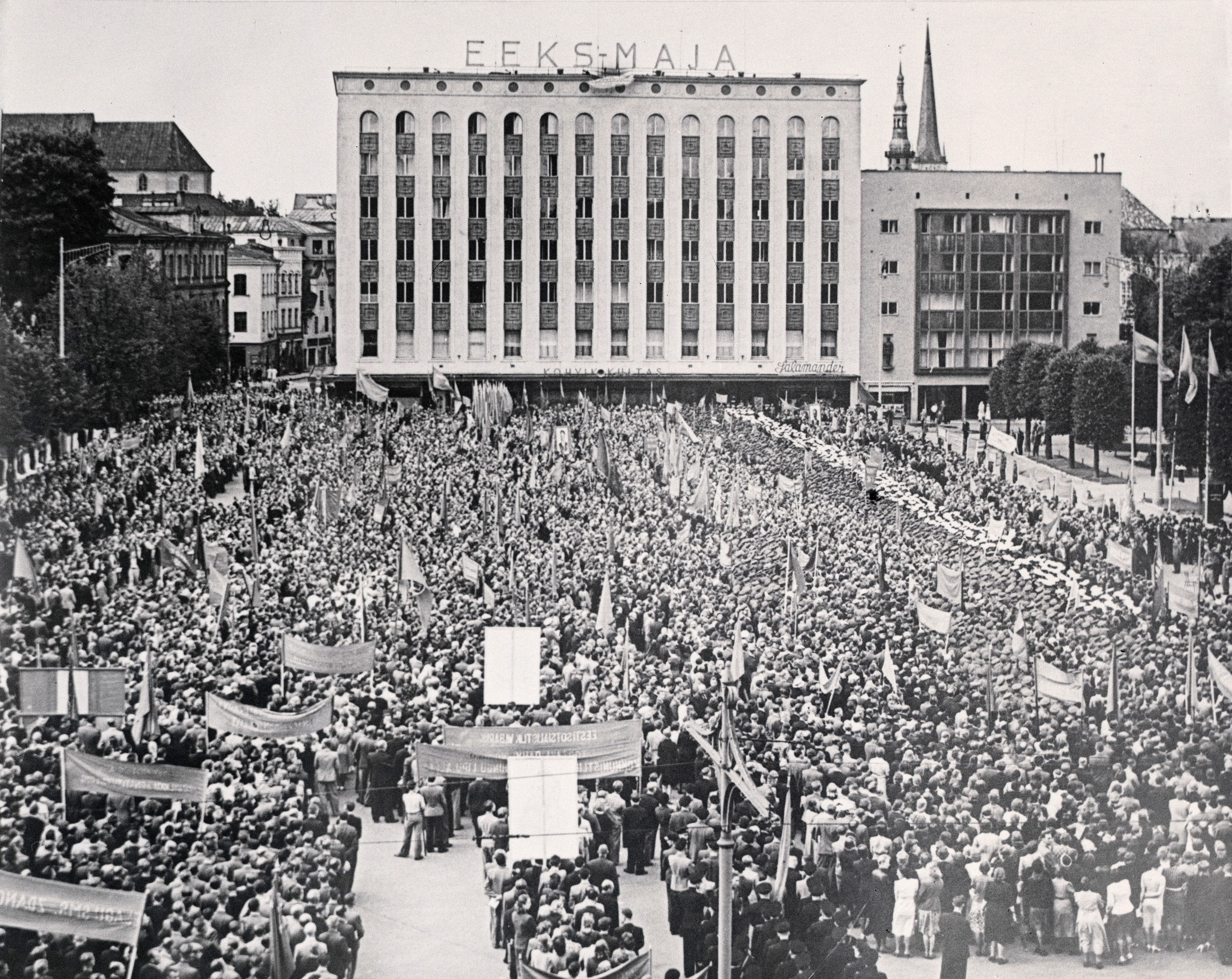
Митинг на площади Свободы в Таллине 17 июля 1940 года с требованием о вступлении Эстонии в состав СССР

Ночью 22 июня в Таллине были слышны выстрелы. Члены добровольческой военизированной организации Союз обороны Эстонии начали проводить аресты, в ходе которых погибло трое вооружённых рабочих и 10 получили ранения.
5 июля 1940 года президент Пятс подписал указ о проведении внеочередных выборов в Государственную думу (эст. Riigivolikogu) Эстонии и о формировании нового состава Государственного совета (эст. Riiginõukogu), а также отдал приказ правительству о принятии необходимых мер для обеспечения ускоренной организации проведения выборов. Опираясь на это решение, правительство Эстонии 5 июля отдало приказ о проведении выборов в Государственную думу 14 и 15 июля 1940 года. Для ускоренного проведения выборов были приняты соответствующие поправки к Закону о Выборах.